# Ouest (Metro de Charleroi)
La estación de Ouest es una estación de la red de Metro de Charleroi, operada por las líneas    y .
Pertenece al bucle central de la red.

## Presentación
Al igual que la mayoría de las estaciones de la red, tiene un andén central al que se accede desde un entresuelo, que tiene dos salidas. Concretamente, esta estación se encuentra debajo del aparcamiento de la estación de Charleroi-Ouest.

## Accesos
- Rue de Louvain
- Avenue des Alliés

## Conexiones
| Línea | Procedencia                     | Parada          | Destino              |
| ----- | ------------------------------- | --------------- | -------------------- |
| 41    | JUMET Madeleine                 | CHARLEROI Ouest | CHARLEROI Beaux-Arts |
| 53    | SOUVRET Forrière                | CHARLEROI Ouest | CHARLEROI Beaux-Arts |
| 85    | CHARLEROI Sud                   | CHARLEROI Ouest | JUMET Brulotte       |
| 86    | CHARLEROI Sud                   | CHARLEROI Ouest | GOSSELIES Athénée    |
| MIDO  | MARCHIENNE-AU-PONT Place Astrid | CHARLEROI Ouest | CHARLEROI Beaux-Arts |